# BFG Technologies
BFG Technologies, Inc — частная американская компания, занимавшаяся производством различной продукции для персональных компьютеров. Компания, основанная в 2002 году выходцами из VisionTek, изначально занималась лишь продажей видеокарт. Постепенно за счёт выпуска различной смежной продукции (блоки питания, материнские платы, кабели и коннекторы) компания осваивала и другие секторы рынка. Для продвижения своей продукции на рынке BFG Technologies использовала бренды BFG Tech, Asylum и 3DFuzion. Успех компании принесло тесное сотрудничество с Nvidia, постоянная техническая поддержка на выгодных для пользователя условиях и высокое качество продукции.
В 2009 году BFG Technologies попыталась выйти на рынок геймерских ПК и ноутбуков, но вскоре у компании возникли финансовые проблемы. Из-за них производство продукции постепенно было свёрнуто, а в августе 2010 года было объявлено о банкротстве компании. Её активы в дальнейшем были проданы калифорнийской компании Diamond Multimedia.

## Название
По словам Джона Мэлли, директора по маркетингу и связям с общественностью, компания была названа в честь оружия BFG9000 в любимых видеоиграх основателей компании: Quake и Doom. Поскольку BFG9000 было «самым большим, крутым и желанным» оружием в этих играх, то основатели хотели сформировать схожее отношение игроков и к продукции новорожденной компании. Однако, в связи с тем, что, во-первых, официальной расшифровки аббревиатуры BFG не существует, а во-вторых, её использование могло бы вызвать проблемы с правами, компания также официально не расшифровывала эту аббревиатуру. В интервью Мэлли и Херкельман, исполнительный вице-президент компании по маркетингу, говорили, что буквы BFG могут означать что угодно, например, «Built For Gamers» (рус. «Создано для игроков»), «Best Freaking Graphics» (рус. «Наикрутейшая графика») и т.д.

## История

### Предыстория
До 2002 года одним из крупнейших производителей игровых видеокарт и аксессуаров на американском рынке являлась компания VisionTek, активно сотрудничавшая с Nvidia. Продукция VisionTek производилась на территории США, при этом цена на неё устанавливалась как наиболее низкая на розничном рынке. Однако подобная модель производства не смогла выдержать конкуренции с тайваньскими производителями видеокарт, такими как PNY Technologies и ASUSTeK. В 2000 году VisionTek начала испытывать финансовые трудности, связанные с резким снижением прибыли. Причинами проблем стали высокие затраты на местное производство, низкие отпускные цены и агрессивная ценовая политика тайваньских конкурентов. Руководство компании приняло решение сделать заказ на производство тайваньской корпорации MiTAC, на тот момент активно занимавшуюся контрактным производством. VisionTek, изначально позиционировавшая свою продукцию как «настоящее американское качество» в противовес более дешёвой тайваньской продукции, смогла убедить банки и своих инвесторов, что качество продукции, несмотря на её выпуск MiTAC, останется на том же уровне. Помимо этого, руководство компании планировало начать выпуск оптических приводов и сделать попытку выхода на европейский рынок.
Однако в начале 2002 года финансовая компания Advanced Equities, являвшаяся генеральным инвестором VisionTek, выступила с предложением о реструктуризации бизнеса VisionTek и введении в компании внешнего управления. Данное предложение было встречено весьма негативно рядом членов высшего руководства компании. Так, Рик Льюис, Скотт Херкельман и Шон Вэнс, занимавшие посты вице-президентов VisionTek, выступили с ультиматумом о выходе из компании, если не будут удовлетворены их требования: оклады в 200 000 долларов США и 45 % акций. Поначалу Advanced Equities отказалась вести переговоры с ними, но позднее, в тайне от остальной части руководства VisionTek, состоялась секретная встреча. В ходе встречи троица вице-президентов предложила создать новую компанию, используя конфиденциальную бизнес-информацию VisionTek и накопленные ею ресурсы у главного поставщика Nvidia и контрактного производителя MiTAC. Согласно озвученным планам, новая компания должна была сделать «перезагрузку» розничного бизнеса видеокарт, заручившись поддержкой Nvidia. «Перезагрузка» включала в себя отказ от производства продукции в США, а создание новой компании позволило бы избежать проблем с профсоюзами, семьями уволенных работников и акционерами. Руководство Advanced Equities поддержало этот план.

### Основание
14 августа 2002 года Льюис, Херкельман и Вэнс уволились из VisionTek, и 27 августа при поддержке венчурного капитала в размере 8 миллионов долларов основали BFG Technologies. Штат компании на момент основания составил пять человек, помимо трёх основателей в новую компанию из VisionTek перешли директор по маркетингу Джон Мэлли и руководитель службы технической поддержки Джон Хол. В это же время финансисты из Advanced Equities отказали руководству VisionTek в дополнительном финансировании, необходимом компании для покупки у MiTAC первой партии заказанных видеокарт. Руководство VisionTek осознало, что теперь проблемы компании начинают создаваться искусственно и обратилось к Nvidia. Руководство последней, сославшись на плохие дела своего давнего партнёра на розничном рынке, сообщила, что выбрала себе нового генерального партнёра, которым и оказалась компания BFG Technologies. Параллельно с этим, руководство Nvidia надавило на тайваньских контрактных производителей (начав с MiTAC) с целью заставить их отказаться от сотрудничества с VisionTek. Причиной подобного поведения Nvidia являлось опасение, что длительный процесс выхода из кризиса VisionTek мог негативно повлиять на долю Nvidia на американском рынке видеокарт в пользу её основного конкурента — ATI Technologies. Соответственно, запуск нового бренда стал для Nvidia наилучшим выходом из сложившейся ситуации. А произведённая MiTAC партия видеокарт была выкуплена новорожденной компанией и уже в октябре была выпущена под её брендом.
13 ноября 2002 года стало известно о подаче представителями остальных кредиторов VisionTek иска в суд округа Кук штата Иллинойс. Представители истцов обвиняли Nvidia, MiTAC, BFG Technologies, Advanced Equities и ещё нескольких человек (всего, по одним данным, 13 человек, по другим — 16, из которых пятеро — бывшие сотрудники VisionTek, перешедшие в BFG Technologies) в сговоре и нанесении ущерба в 50 млн долларов (кроме того, в иске шла речь о возмещении штрафных убытков, сумма которых не называлась). Представитель истцов заявил, что ответчики, использовав конфиденциальную информацию
VisionTek и её коммерческие тайны, незаконно требовали от сотрудников VisionTek, её поставщиков и клиентов содействия в создании новой компании BFG Technologies с целью полного уничтожения бизнеса VisionTek. Самой VisionTek судебный иск уже не помог, и в начале декабря 2002 года стало известно о том, что компания Hartford Computer Group выкупила у High Ridge Partners, представлявшей интересы кредиторов VisionTek, права на бренды VisionTek и XTASY. Согласно имевшейся информации, Hartford Computer Group планировала продолжать выпускать как видеокарты, так и прочую продукцию бывшей VisionTek под тем же самым брендом. Для этой цели VisionTek была реорганизована в виде подразделения HCG, и в этом качестве между ней и ATI Technologies был заключён договор, по которому Hartford в лице VisionTek предлагал весь ассортимент продуктов ATI Radeon, начиная с продуктов начального уровня и заканчивая дорогими решениями для энтузиастов. ATI, в свою очередь, даже присвоила Visiontek звание «Premium Retail Partner» в Северной Америке.
Тем не менее, судебная тяжба длилась ещё несколько лет и в мае 2006 года стало известно, что Nvidia согласилась выплатить истцам 1,5 млн долларов, в ответ на что истцы отказывались от дальнейших претензий к Nvidia (что, впрочем, не относилось к остальным ответчикам). Advanced Equities и остальные ответчики затем также выплатили аналогичную сумму истцам. Таким образом, суммарные выплаты по иску составили 3 миллиона долларов.

### Развитие
Поскольку молодая компания изначально была нацелена на игровой сегмент рынка, то одним из первых шагов с её стороны стала организация уже в 2003 году различных игровых и компьютерных мероприятий, на которых будущие покупатели могли заодно познакомиться с предлагаемой продукцией. И уже через год после выхода на рынок бренд BFG «стал именем нарицательным», поскольку у игроков он стал ассоциироваться с качественной и производительной продукцией. Также славу компании начинает приносить отличная техническая поддержка в формате 24/7/365 (24 часа в сутки, 7 дней в неделю, 365 дней в году) и отличные условия замены неисправной продукции. Для закрепления успеха BFG Tech начинает сотрудничество с производителями блоков питания, используя тот же подход к обеспечению обратной связи, что и для продаваемых видеокарт. Покупателям продукции с лейблом BFG Tech предлагалась пожизненная гарантия с уникальной круглосуточной поддержкой и развитый сервис замены отказавшего товара. Благодаря общению с покупателями специалисты BFG удавалось оперативно реагировать на замечания и предложения, постоянно улучшая свой товар на основе выявленных проблем.

Логотип подразделения 3DFuzion, созданного в 2005 году и нацеленного на выпуск недорогих видеокарт

Мэлли подчёркивал, что в отличие от конкурентов BFG Technologies изначально гарантировала «действительно пожизненную гарантию» (англ. True Lifetime Warranty) замены или ремонта всей выпускаемой продукции. Он указывал на то, что «пожизненную гарантию» обещали многие компании, но на деле под этой «пожизненностью» понимаются различные временные периоды, например, некоторые из конкурентов на деле могли заменить карту лишь пока эта модель выпускалась. BFG Technologies же обещала полную поддержку всех моделей независимо от даты покупки или даты обращения, то есть в том числе и по поводу устаревших моделей.
В июне 2008 года Херкельман уверенно заявлял в интервью, что в условиях мирового кризиса люди предпочитают продукцию компаний «с хорошей репутацией и хорошим гарантийным обслуживанием, таких как мы, EVGA или Sapphire». По его словам, несмотря на то, что продукция BFG Technologies была нацелена на высокобюджетный сегмент рынка, спрос на их продукцию только возрастал. В том же году компания предприняла ряд шагов, повысивших её авторитет в глазах покупателей. Так, в июле было объявлено, что из-за резкого падения стоимости GeForce GTX 280 покупатели, купившие видеокарту в первый месяц её продаж, получат компенсацию в размере 120 долларов, а кроме того и вторая карта для парной конфигурации обойдется им дешевле текущей рыночной цены на 50 долларов. В ноябре, когда у некоторых компаний, ранее объявивших о схожей акции, возникли финансовые трудности, покупатели продукции BFG Technologies были уведомлены, что они всё равно получат свою компенсацию. А через некоторое время компания объявила программу, в рамках которой люди, ранее купившие видеокарты на базе порта AGP, могли бесплатно обменять их на новые видеокарты на базе более современного порта PCI Express.
Репутация компании росла не только среди покупателей, но и среди других компаний-производителей игровых ПК. В частности, такие крупные производители ПК как Alienware и Falcon Northwest стали включать видеокарты и блоки питания производства BFG в состав своих ПК. Сотрудничая с производителями ПК, компания набиралась опыта, и в 2009 году было объявлено о выпуске собственных линеек высокобюджетных десктопных ПК и ноутбуков под брендами Phobos и Deimos, соответственно. На их презентации на выставке CES, проходившей в 2009 году в Лас-Вегасе, глава Nvidia Дженсен Хуанг назвал работу специалистов BFG «сплавом геймерской формы и содержания». Подобный упор на высокобюджетные решения был не случаен. Мэлли, комментируя выход ПК Phobos, заявил, что компании, выводя на рынок новый бренд, проще вначале представить решение для высшего ценового сегмента, а затем — для среднего и нижнего, нежели начинать с них. К конкурентным преимуществам сам Мэлли относил наличие доступа у компании к самым свежим и производительным графическим картам и блокам питания, что позволяло им выпускать свои компьютеры на их базе немного раньше конкурентов, а кроме того большой опыт компании в аппаратном разгоне видеокарт, который мог быть применён и к компьютерным системам в целом. В целом же, спустя три месяца после анонса Phobos Мэлли характеризовал старт их продаж как весьма успешный для нишевого продукта.

### Банкротство
18 мая 2010 года компания объявила о прекращении выпуска видеокарт, собираясь сосредоточиться на производстве блоков питания, ПК и ноутбуков. Джон Слевин, председатель BFG Tech, объяснил это тем, что после восьми лет производства видеокарт данная область рынка перестала быть прибыльной для компании. Тем не менее, он заверил, что обладателям видеокарт BFG поддержка будет оказываться в полной мере. Также Слевин упомянул и о том, что компания работает над некими «новыми продуктами». Однако, некоторые СМИ, проанализировав выпуск видеокарт компанией за последние полтора года, сделали вывод о том, что «неприбыльным для BFG Technologies оказался выпуск высокопроизводительных 3D-карт на основе GPU Nvidia» и данное решение означает лишь разрыв отношений между BFG и Nvidia. В июле уже появились слухи о том, что отказом от видеокарт всё не ограничится, а именно, что отдел, занимавшийся блоками питания, был уволен в полном составе.
Чуть позже, в августе того же года в Интернете появились фотографии видеокарт и их упаковок, свидетельствующие о ранее существовавших планах BFG по выпуску видеокарт на основе чипов от AMD. Фотографии были опубликованы неким «китайским пользователем, напрямую связанным с одним из китайских OEM-производителей», якобы выполнявшим данный заказ для BFG. Согласно появившейся информации, некая китайская компания-производитель, занимавшаяся OEM-производством видеокарт на чипах AMD, сделала некоторое количество экземпляров видеокарт и для BFG. В частности, на фотографии была запечатлена видеокарта Radeon HD 5750 и указывалось, что шла работа и над видеокартами Radeon HD 5570 и Radeon HD 5470. В представленной теории утверждалось, что требование заметного количества чипов AMD вызвало вопросы у представителей самой AMD. Узнав о том, что чипы предназначались для карт BFG, руководство AMD якобы заявило, что BFG не является их официальным партнёром и потому разрешения на выпуск этих карт она не получит. Данное заявление «вызвало панику» у OEM-производителя, но попытки урегулировать ситуацию ни к чему ни привели. После нескольких недель попыток разрешить возникший конфликт выяснилось, что отдел, занимавшийся в BFG маркетингом видеокарт и управлением продаж, был уволен в полном составе. Руководство BFG также хранило полное молчание. В этой ситуации OEM-производитель принял решение перемаркировать созданные продукты для продажи сторонним компаниям. Журналисты сочли, что подобные действия BFG в обход соглашений с Nvidia и привели к разрыву их отношений.
Несмотря на ранее озвученные заверения Слевина, покупатели видеокарт BFG, обратившиеся в августе 2010 года в компанию за заменой видеокарт по гарантии, получили в ответ официальное письмо, в котором уведомлялось, что BFG Technologies Inc. находится на этапе сворачивания бизнеса (поскольку «основной поставщик не желает поддерживать их бизнес») и, соответственно, видеокарты были присланы обратно, так как компания «не может их отремонтировать». Журналисты связывали возникшие финансовые проблемы компании с недостатком у компании видеокарт GTX400 (на базе новейшей на тот момент архитектуре Fermi). Продажи предыдущей модели GTX200 шли неплохо, но она быстро устаревала и заменить её уже было нечем. В этот период компания всё ещё официально занималась продажами блоков питания, но это объяснялось тем, что уже шли переговоры о её продаже, и компании нужно было чем-то подкреплять стоимость своих активов. Однако, компании, с которыми велись переговоры о продаже, не спешили заключать сделку, так как понимали, что в виду скорого банкротства стоимость BFG значительно упадёт.
Спустя неделю выяснилось, что наряду с производством видеокарт прекращено производство и блоков питания, разнообразных интерфейсных кабелей и переходников, а также игровых ПК, анонсированных компанией годом ранее. Была инициирована процедура банкротства. Бренд BFG впоследствии был продан калифорнийскому контрактному производителю видеокарт Diamond Multimedia, а Херкельман перешёл на работу в Nvidia, возглавив одно из подразделений, занимавшееся видеокартами.

## Продукция

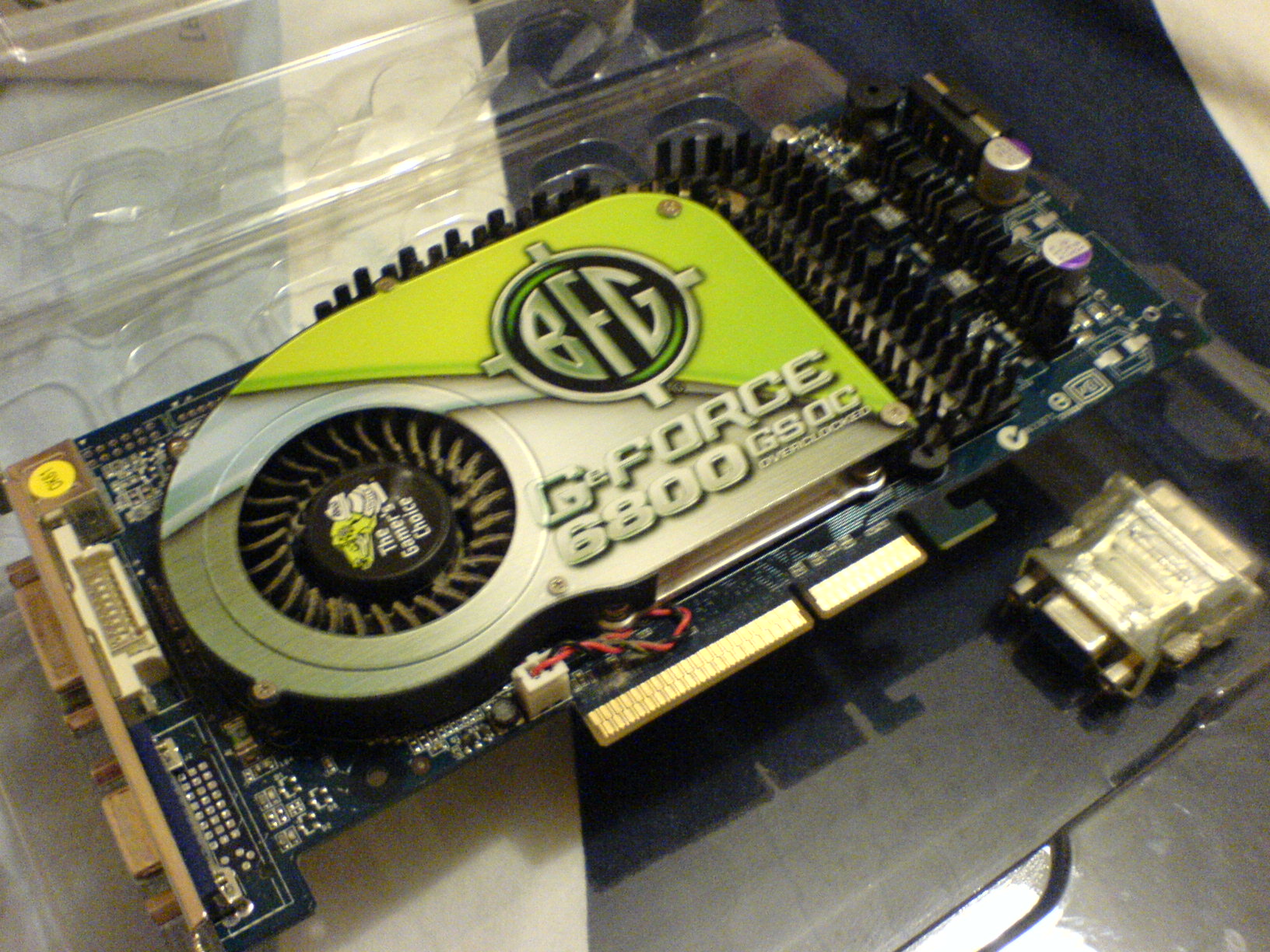
BFG Technologies специализировалась на заводском разгоне видеокарт

Уже через месяц после своего основания, в сентябре 2002 года, компания демонстрировала фотографии упаковок видеокарт линейки Asylum, основанных на высокопроизводительных чипах GeForce4 Ti 4200 и GeForce4 Ti 4600, а также бюджетные модели на базе GeForce4 MX420 и GeForce4 MX440. А ещё через месяц, 13 октября, эти видеокарты поступили в продажу. В ноябре того же года под брендом BFG Tech Asylum вышли видеокарты с новым чипом NV30, поддерживающим технологию CineFX. Отличия продуктов BFG Technologies от референсных образцов (создаваемых тайваньскими производителями по заказу самой Nvidia) заключались в улучшенном тепловом режиме карт, пониженных шумовых характеристиках и более эффективном энергопотреблении. Все изменения выполнялись исключительно на аппаратном уровне, при этом покупателям разъяснялось, что Nvidia и так производит наилучшие драйвера и утилиты конфигурирования видеокарт.
Однако компания решила не ограничиваться лишь видеокартами и постоянно присматривалась к другим областям рынка. В конце октября 2003 года BFG Technologies представила компьютерную мышь Sniper Boomslang 2100, созданную компанией Razer. Razer, ещё не оправившаяся на тот момент от череды финансовых проблем, не могла самостоятельно продвигать свою продукцию, в связи с чем ей для этого требовались партнёры с хорошо налаженными каналами сбыта. Соответственно, в Европе продажами этих мышей должна была заняться немецкая компания Terratec, а в США — BFG Technologies. С точки зрения покупателей, предложение было действительно интересным: новые технологии от Razer подкреплялись качественной поддержкой BFG Technologies. А к маю 2004 года под брендом BFG Tech уже выпускались различные кулеры для видеокарт, радиаторы для планок оперативной памяти, кулеры с подсветкой для системных корпусов, различные VIVO- и DVI-VGA-кабели и коврики для мышей. Кроме того, компания присматривалась к возможности выпуска материнских плат. В июне того же года компания объявила о том, что новая видеокарта GeForce 6800 Ultra OC будет комплектоваться блоком питания, который, впрочем, можно было купить и отдельно. Не имея собственного опыта в разработке и проектировании блоков питания, BFG Technologies в значительной мере полагалась на своих компаньонов, выполнявших её заказы, в результате чего качество продукции не всегда соответствовало ожиданиям. В 2007 году компания серьёзно изменила подход, начав формирование продуктовых линеек блоков питания, заодно ужесточив требования к их качеству. Результат себя оправдал. В дальнейшем, прогрессивные технологии преобразования частоты (англ. frequency convertion), модульная конструкция, позволяющая расширять и менять наборы питающих кабелей, а также привлекательная синяя светодиодная подсветка стали «визитной карточкой» блоков питания BFG Technologies.
Весной 2005 года компания представила свою первую материнскую плату на основе популярного на тот момент чипсета nForce4 Ultra. Подход к производству материнских плат был аналогичен подходу к производству большей части остальной продукции: BFG Technologies заказывала сторонним компаниям (например, Foxconn) проектирование и создание плат. Подрядчики изготавливали платы на основе собственных наработок, из-за чего с точки зрения аппаратной части эти материнские платы, выпущенные под различным брендами, были полностью идентичными. BFG Technologies добавляла различное дополнительное ПО и обеспечивала свою знаменитую поддержку продукции, в результате чего её решения становились довольно интересными с точки зрения соотношения «цена-качество». Вскоре, в июне того же года, было объявлено о создании подразделения 3DFuzion, которое будет заниматься выпуском видеокарт. Видеокарты, выпускаемые под новым брендом, также оснащались исключительно процессорами производства Nvidia, и позиционировались как экономное и эффективное обновление устаревших видеокарт и интегрированных графических процессоров. Главной отличительной особенностью карт 3DFuzion стало отсутствие разгонов и иных модификаций, характерных для карт BFG. Первыми видеокартами, выпущенными под новым брендом, стали линейки видеокарт на базе GeForce MX 4000 и GeForce FX 5500.

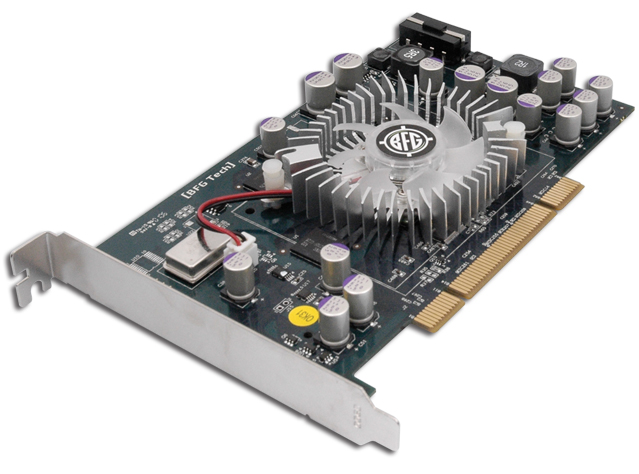
BFG PhysX — один из первых продуктов на базе PPU Ageia, выпущенный BFG Technologies

Благодаря поддержке Nvidia, BFG одной из первых получила возможность выпустить на рынок плату BFG PhysX 128P на основе физического процессора PhysX. Плата появилась на рынке первой (в апреле 2006 года), на месяц опередив аналогичное решение ASUS PhysX P1. Поначалу продукт вызывал некоторые сомнения у покупателей, поскольку им было обещано улучшение визуализации сцен во многих современных играх, но на практике они его не наблюдали. Ситуация улучшалась по мере выхода игр, поддерживающих технологию PhysX. Так, в комплекте с игрой шли демонстрационные игры Hangar of Doom и CellFactor: Combat Training, а на официальном сайте компании перечислялись 19 игровых проектов 2006 года, использующих возможности «движка» PhysX.
В январе 2009 года на выставке CES компания представила собственную линейку десктопных ПК под названием Phobos. В рамках данной серии были представлены три варианта компьютеров (Performance, Advanced и Elite), различающиеся ценой и производительностью и стоимостью несколько тысяч долларов каждый. Линейка Phobos изначально позиционировалась как «элитная система для обеспеченных людей», которая собирается вручную, и в течение полугода после покупки гарантировался бесплатный приезд специалиста в случае поломки компьютера. Компьютеры Phobos комплектовались сенсорным дисплеем, предназначенным для мониторинга основных узлов ПК и выбора профилей разгона, системой жидкостного охлаждения CoolIt для охлаждения центрального процессора и графических адаптеров, док-станциями для iPhone и iPod, ТВ-тюнером и пультом ДУ. Впоследствии конфигурация моделей обновлялась и покупателям даже предоставлялась возможность формировать себе конфигурацию самостоятельно.
В октябре того же года была представлена линейка игровых ноутбуков Deimos X-10 со стоимостью от 1800 долларов. Представлено было также три варианта (Performance, Advanced и Elite). Компания позиционировала свои ноутбуки как весьма производительные решения, не уступающие настольным компьютерам. Особо создателями отмечалось, что по желанию клиента конфигурация ноутбуков могла быть значительно усилена двумя дискретными графическими адаптерами.